# William James Browne
William James Browne, (1815 – 4 décembre 1894), généralement appelé Dr. Browne, est un éleveur  en Australie-Méridionale, né et décédé en Angleterre. Son frère, John Harris Browne, est un explorateur et un éleveur lui aussi en Australie-Méridionale.

## Origines
William Browne est né à Marlborough, Wiltshire, en Angleterre, fils de Benjamin Browne, un gentleman de campagne décédé en 1821, et de son épouse Anna, née Cotell. Son frère , J. Harris Browne (22 Avril 1817 – 12 Janvier 1904) et sa sœur Anna (1812-1873) arrivent en Australie-Méridionale à  bord de l'Orleanna en 1840. Anna épouse Joseph Gilbert (1800–1881) de Pewsey Vale le 21 Janvier 1848.

## Éducation
Il suit une formation en médecine à Paris et à Edinburgh, où il obtient son diplôme en 1838.

## Carrière agricole
Browne voyagea en Australie-Méridionale en tant qu'assistant chirurgien à bord du navire Buckinghamshire, arrivant le 5 décembre 1839. Bien qu'il fût enregistré pour pratiquer la médecine en Australie-Méridionale, il se tourna vers les activités agricoles sur des terres qu'il acheta à Pewsey Vale avec Joseph Gilbert. Son frère John Harris Browne et sa sœur Anna (1812-1873) arrivèrent en 1840 et ensemble ils exploitent une propriété en location à  Lyndoch, puis à Booboorowie, augmentant progressivement leur cheptel. Outre les vastes terres qu'ils louaient ou occupaient sans titre légal, ils achetèrent d'importantes propriétés: Buckland Park en 1856, "Moorak" à Mount Gambier en 1862 et Booboorowie en 1863. Leur partenariat fut dissous vers 1865. à une époque, ils étaient les plus grands producteurs de laine d'Australie-Méridionale. En tant qu'agriculteur, Browne fait un travail précieux en expérimentant des graminées, des plantes fourragères et des laines fines issues de croisements entre moutons Lincolns et Mérinos.Parmi les propriétés qu'il possédait, on compte Mikkira, Booboorowie, Spring Vale (ou Springvale) Station près de Katherine, gérée par Alfred Giles et Delamere. A. T. Woods, son agent, dirigea l'équipe avancée en 1879, puis en 1880, Giles et son frère Arthur, accompagné de H. Pinder, Hart, Needham, Martin, C. Lees, T. Pearce et d'autres, convoyèrent 6000 têtes de bétail, 300 chevaux et 14,000 moutons depuis Adelaide. Malgré leur expertise incontestable, 6000 moutons périrent. Ces stations ne furent jamais rentables et au moment où Browne se débarassa de ces actifs, il avait perdu environ 80 000 livres sterling.

## Carrière politique

### En Australie
Browne fut membre de la Chambre d'Assemblée pour le district de Flinders du 19 Mars 1860 au 27 Novembre 1862. Durant son mandat, il introduisit un projet de loi visant à abolir la vente des terres de la couronne et à les louer à la place. Ce projet de loi fut rejeté et browne fut sévèrement critiqué pour cette initiative. Cependant, un projet similaire fut adopté par les deux chambres.

### En Angleterre
En 1880, en compagnie de Lord Kintore, alors Lord Inverurie, il se porta candidat pour le Borough de Chelsea lors d'une élection à la Chambre des communes mais il échoua à se faire élire. Sir Charles Dilke et Mr. Firth furent les candidats victorieux.
À partir de 1863, Browne vécut avec sa famille dans son domaine de Moorak, à Mount Gambier, où il était un pionnier respecté et il contribua à la donation du terrain et à environ la moitié des coûts de construction de l'église Christ church dans cette ville.

## Retour en Angleterre 1866
En 1866, Dr. Browne emmene sa famille en Angleterre pour leur éducation, où ils restèrent, bien que Browne effectua occasionnellement des visites en Australie-Méridionale. En Angleterre, il résida à St Stephen's House, Kensington, à Londres ainsi que dans son domaine de  Buckland Filleigh dans le Devonshire. Lors d'une de ses visites en Australie, il apprit le décès de son épouse survenu le 25 Février 1878. Il s'établit alors définitivement dans son domaine de Buckland Filleigh, où il mit à profit les connaissances pratiques acquises en Australie-Méridionale.

## Mariage et enfants
En 1850, il épousa Mary Nixon (1829 – 1878) avec qui il eut les enfants suivants:
- Leonard Gilbert Browne (1851-1930) :  Éduqué à Cheltenham et Christ's College, Oxford. Il était propriétaire du Buckland Park, Port Gawler et hérita des domaines de son père à Leigh's Creek et Myrtle Creek[6]. Il épousa Helen Mary Price vers septembre 1877.
- William Byron Browne (1858-1885)[7] : Lieutenant dans le 14th Lancers, il participa à la campagne du Nil pour la libération de Gordon et mourut de fièvre en rentrant chez lui, célibataire.
- Percival John "Percy" Browne (1862-1909), Éduqué au Collège d'Eton, Colonel dans le Dorset Yeomanry, Capitaine dans les Royal 1st Dragoons[7]. Il hérita de la propriété Moorak Station mais vécut en Angleterre. Il épousa Gracia Lees le 26 avril 1892.
- Major (Arthur) Scott Browne (1867- après 1937),[7] Éduqué au Collège d'Eton et à la  Academie royale militaire de Sandhurst, juge de paix et lieutenant adjoint dans le Lancers et major dans le Royal North Devon Yeomanry. Le 5 Juin 1894, il épouse Mary Frances Rolle, l'une des deux filles de l'honorable Mark Rolle (1835–1907) de Stevenstone, dans le Devon, bénéficiaire à vie du plus grand domaine foncier du Devon. Il hérita des domaines de son père à Buckland Filleigh et Blackmoat en Angleterre, ainsi que de la moitié du domaine de Booboorowie en Australie-Méridionale[6].

### Filles
- Edith Mary Browne (vers 1854 – ) : devient Edith Mary Carter avant 1895[6]
- Annie Ibbetson Browne (25 décembre 1855 – 17 avril 1941): Épouse Henry Torkington
- Kathleen Frances Browne (1861–)

Browne est décédé à Eastbourne en Angleterre.